# ひかりレールスター
- ひかり (列車) > ひかりレールスター
- 新幹線700系電車 > ひかりレールスター

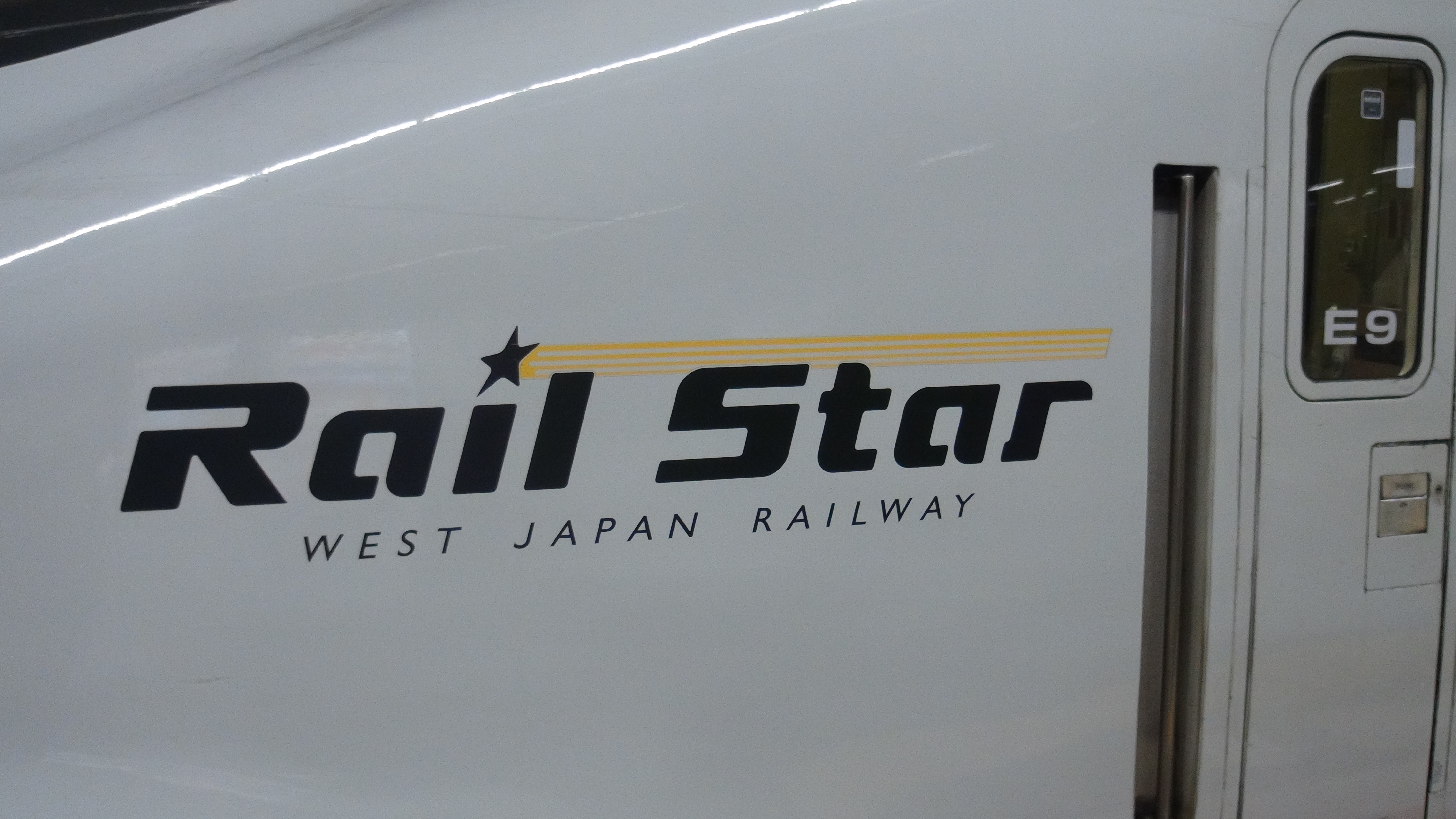
1・8号車 運転台横のロゴマーク（2023年）

ひかりレールスター（Hikari Rail Star）は、西日本旅客鉄道（JR西日本）が山陽新幹線で運行する「ひかり」の一種の車両および愛称である。
本項では、同列車用に開発された新幹線700系電車7000番台についても記述する。

## 概要

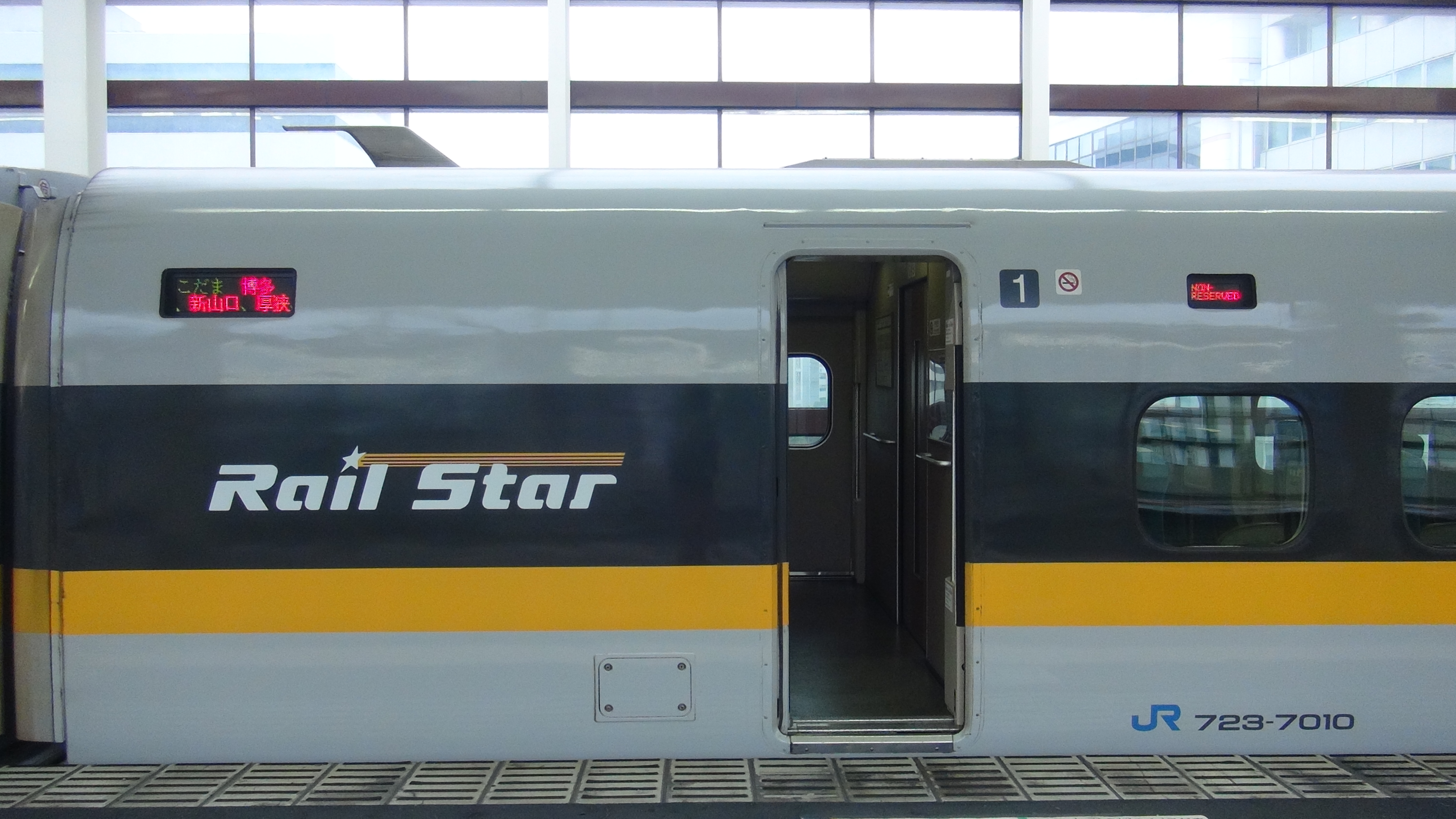
乗降口付近のロゴマーク
（2023年）

東海道新幹線に比べると輸送人員が低い山陽新幹線を引き継いだJR西日本にとって、最も売り上げの見込まれる京阪神と北九州市・福岡市間の輸送では、両都市とも比較的空港へのアクセスが良く、1995年の阪神・淡路大震災後は、しばらく山陽新幹線が不通状態にあったことも重なって航空会社が優勢だった。
このためJR西日本は、発足当初から山陽新幹線の乗客を増やす目的で、0系を12両に短縮して普通車座席の横2列+2列化など、車内を大幅にリニューアルし、新大阪 - 博多間を最速2時間59分（途中岡山駅・広島駅・小倉駅に停車）、平均3時間10分足らずで結ぶ「ウエストひかり」を投入し、沿線主要都市間を結ぶ速達列車を増発した。しかし、「のぞみ」の山陽新幹線直通運転開始後は、「のぞみ」を待避する必要があるため、所要時間が3時間10 - 30分程度にまで延びていた。このように車両性能の限界やのぞみを待避する時間などにより所要時間短縮が望めない0系を使い続けることには限界があり、また運行コストの削減も急務であった。そこで当時最新の700系を投入して抜本的な改善を図るため、2000年（平成12年）3月11日に「ひかりレールスター」が運行を開始した。
「ひかりレールスター」という列車名は、走行する姿を「レール上を駆け抜ける流星の様なイメージ」で表現したことが由来である。また、当時は「インテリジェント・サルーン」という呼び名があった。
従来の「ひかり」や「のぞみ」とは別の扱いを受けている。企画・開発にあたってはマーケティングリサーチをもとにして行われた。その結果、利用者の大きな支持を得ることができ、京阪神 - 福岡間において航空からシェアを奪還することに成功した。
2011年（平成23年）3月の九州新幹線鹿児島ルート全線開業に合わせて運転が開始された直通列車は別途「さくら」の愛称が付与され、停車パターンは「ひかりレールスター」を踏襲する形で運行を開始。これに伴って「ひかりレールスター」は「さくら」に置き換わる形で本数が半減された。その後もN700系（S編成8両）の増備が進むにつれて「ひかりレールスター」の愛称が付与されない「ひかり」への置き換えが進み、この「ひかり」も2012年（平成24年）3月17日のダイヤ改正ではN700系（S編成8両）の増備完了に伴う「さくら」の増発によって同列車に置き換えられた。2023年（令和5年）3月18日時点では、山陽新幹線区間で完結する「ひかり」の定期列車は下り1本、上り2本のみとなり、そのうち「ひかりレールスター」は上り列車1本まで縮小された。「ひかりレールスター」は厚狭駅のみ通過する。繁忙期には、「さくら」並の停車駅数の臨時列車が設定されることもあるが、それについても列車によっては待避が多く、新大阪 - 博多間通しで3時間半に迫る列車もある。
JR西日本では2026年度から2028年度にかけてN700S系新幹線を10編成投入の発表に伴い、N700系新幹線のうち10編成を16両から8両に短縮改造をする事から、山陽新幹線のこだまとして活躍している700系E編成のうち半数の8編成を置き換えるとともに、同線のこだまとして活躍している500系を2027年度までに完全引退させるとしている。

## 運行概況
2023年（令和5年）3月18日時点で、山陽新幹線区間のみで完結する定期「ひかり」は下り1本と上り2本のみで、このうち新下関発岡山行き列車が「ひかりレールスター」として運転されている。このほか、新大阪 - 博多間の臨時「ひかり」 と姫路 - 博多間の臨時「ひかりレールスター」（後述）の運転がある。
停車駅での案内放送や車内放送は、「ひかり○○○号 レールスター」と案内される。JR東海が管理する新大阪駅では「ひかり○○○号」と、「レールスター」とアナウンスされないが、発車標には「レールスター」の表示がある。
市販の時刻表では「ひかりレールスター。8両編成（グリーン車マーク）なし」（交通新聞社版）、「〔ひかりレールスター〕で運転」（JTBパブリッシング版）という注釈が記載される。
ながらく毎時1 - 2本の運行であったが、九州新幹線全線開業にあわせた2011年3月のダイヤ改正で、半数以上を九州新幹線直通列車の「さくら」（N700系7000・8000番台）に差し替えたため、本数は従前よりほぼ半減し、毎時1本程度運転となった。その後N700系S編成の増備が進んだことから、ダイヤ改正を待たずに順次N700系S編成に置き換えられ、同年12月1日以降の700系E編成での「ひかり」運用は2往復にまで減少、2012年3月17日のダイヤ改正で現行の上り1本のみの運転となった。なお、かつては「ひかりレールスター」と「さくら」は通しの列車号数を使用していたが（列車番号は「ひかりレールスター」が号数+2000で区別されている）、2012年のダイヤ改正より「ひかりレールスター」が使用していた540 - 580号台は「さくら」専用の号数となり、「ひかり（レールスター）」は440・442・ 443号の号数が付与された。2022年3月12日のダイヤ改正で「ひかりレールスター」は，上り列車2本のみの運転となった。また、上り列車1本は小倉駅始発となった。
かつて新大阪駅では、大半の列車が南端にある20番線に発着していた。そのため東海道方面への乗り換えは同じホームで乗り換えが可能な新神戸駅、岡山駅を推奨されることが多かった。また博多駅でも大半の列車は旧11・12番のりば（現在の13・14番のりば）から発車し、ホーム上には「ひかりRail Star（ロゴマーク）のりば」と車体のカラーリングをあしらった電照看板が設置されていた。そのほかの停車駅にも「Rail Star（ロゴマーク）停車位置」と、ダークグレーとサニーイエローの帯を配した乗車目標が記されていた（新大阪駅では単に700系8両とのみ表示）。2011年3月以降はN700系8両編成と共用の乗車目標となっている。
2018年（平成30年）6月2日から9月29日にかけて、週末を中心に姫路 - 博多間で1往復の臨時「ひかりレールスター」が運転された。博多行きは577号・姫路行きは576号で、停車駅は岡山駅・広島駅・新下関駅・小倉駅であった。

### 停車駅
2023年3月18日ダイヤ改正時点。
新下関駅 → 新山口駅 → 徳山駅 → 新岩国駅 → 広島駅 → 東広島駅 → 三原駅 → 新尾道駅 → 福山駅 → 新倉敷駅 → 岡山駅
| 運行号数＼駅 | 新大阪駅 | 新神戸駅 | 西明石駅 | 姫路駅 | 相生駅 | 岡山駅 | 新倉敷駅 | 福山駅 | 新尾道駅 | 三原駅 | 東広島駅 | 広島駅 | 新岩国駅 | 徳山駅 | 新山口駅 | 新下関駅 | 小倉駅 | 博多駅 | 備考                       |
| ------------ | -------- | -------- | -------- | ------ | ------ | ------ | -------- | ------ | -------- | ------ | -------- | ------ | -------- | ------ | -------- | -------- | ------ | ------ | -------------------------- |
| 下り591号    | ●        | ●        | ●        | ●      | ●      | ●      | ●        | ●      | →        | ●      | ●        | ●      | ●        | ●      | ●        | ●        | ●      | ●      | N700系（16両）で運転       |
| 上り590号    |          |          |          |        |        | ●      | ●        | ●      | ●        | ●      | ●        | ●      | ●        | ●      | ●        | ●        |        |        | 「レールスター」として運転 |
| 上り592号    | ●        | ●        | ←        | ●      | ←      | ●      | ←        | ●      | ←        | ←      | ←        | ●      | ←        | ←      | ●        | ←        | ●      | ●      | N700系（16両）で運転       |

凡例
● ： 停車
← →：通過

### 使用車両
700系7000番台（E編成）が使用されている。E編成は東海旅客鉄道（JR東海）所有のC編成およびJR西日本所有のB編成と仕様が大きく異なる点が多数存在するため、山陽新幹線内限定運用として区別されている。車両自体は行先表示器などには東海道新幹線内の駅名表示も準備するなどして走行可能であるが、JR東海側が16両貫通編成以外の旅客営業運転での入線を認めない方針から鳥飼車両基地への回送以外での入線実績はない。
700系E編成を充当する「こだま」が新大阪 - 博多間に1日下り3本、上り7本、新大阪 - 広島間に1日下り3本、1日に下り24本、上り20本の計44本が運行されている。元々は間合い運用的に少数のみ運行されていたが、「さくら」の登場・増発による「ひかりレールスター」の削減に伴い、運用に余力が発生した700系7000番台を「こだま」への運用に振り向けることとなったもので、これに伴い「こだま」で運用されていた100系を順次運用から離脱させ、2011年3月にはK編成(6両編成)の新大阪～岡山間運用とP編成(4両編成)が運用終了、2012年3月にはK編成(6両編成)が運用を終了した。

#### 「ひかり」以外での運用
現在700系E編成の定期「ひかり」運用は1日1本のみで、大半が「こだま」および博多南線で運用されている。また、東海道区間で大幅な遅れが見込まれるときは、東海道新幹線からの直通列車を新大阪始発として「のぞみ」などに充当することがある。2021年6月4日には「さくら」にも充当された。(ただし700系E編成は九州新幹線を走行できないため、博多までの代走運転)
700系E編成が「こだま」で運用される場合、当初は指定席は8号車のみの設定であり、4 - 7号車の「サルーンシート」は自由席だった。2012年3月17日のダイヤ改正より、指定席が8号車から5・6号車に変更されたことで8号車が自由席になった。さらに、2014年（平成26年）3月15日ダイヤ改正より、4号車も一部の列車を除き指定席となった。このため「こだま」では8号車コンパートメント席部分は灯りが消されている。コンパートメント席の扉の開閉はできるが利用はできない。また、全般検査を施行する際に、順次外部から施錠できるように改造されている。そのため夜間走行時は車両内後部は薄暗くなっている。乗降の扉は従来通り開閉されているのでコンパートメント席付近の通路の通行は可能である。2020年の途中から一部の「こだま」の7号車、8号車が指定席となり、この場合は普通個室を使用できるようになった。博多南線では「サイレンスカー」の設定は当初から行われていない。
E編成は8両編成であることから、最繁忙期には16両編成である500系W編成、700系3000番台B編成が、また故障や車両検査時には500系V編成がそれぞれ代用運転されることがあった。

#### 車両性能

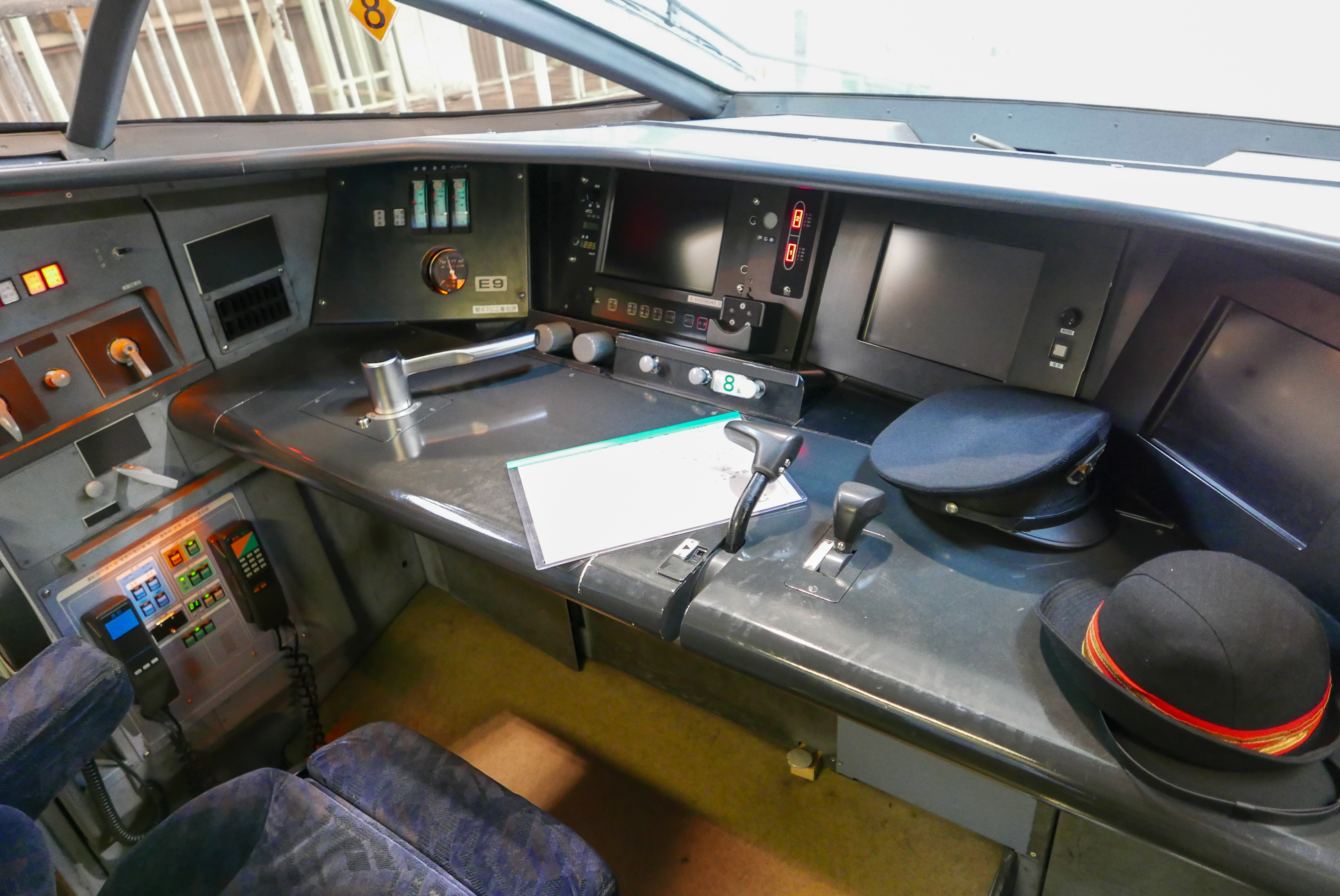
レールスターの運転台

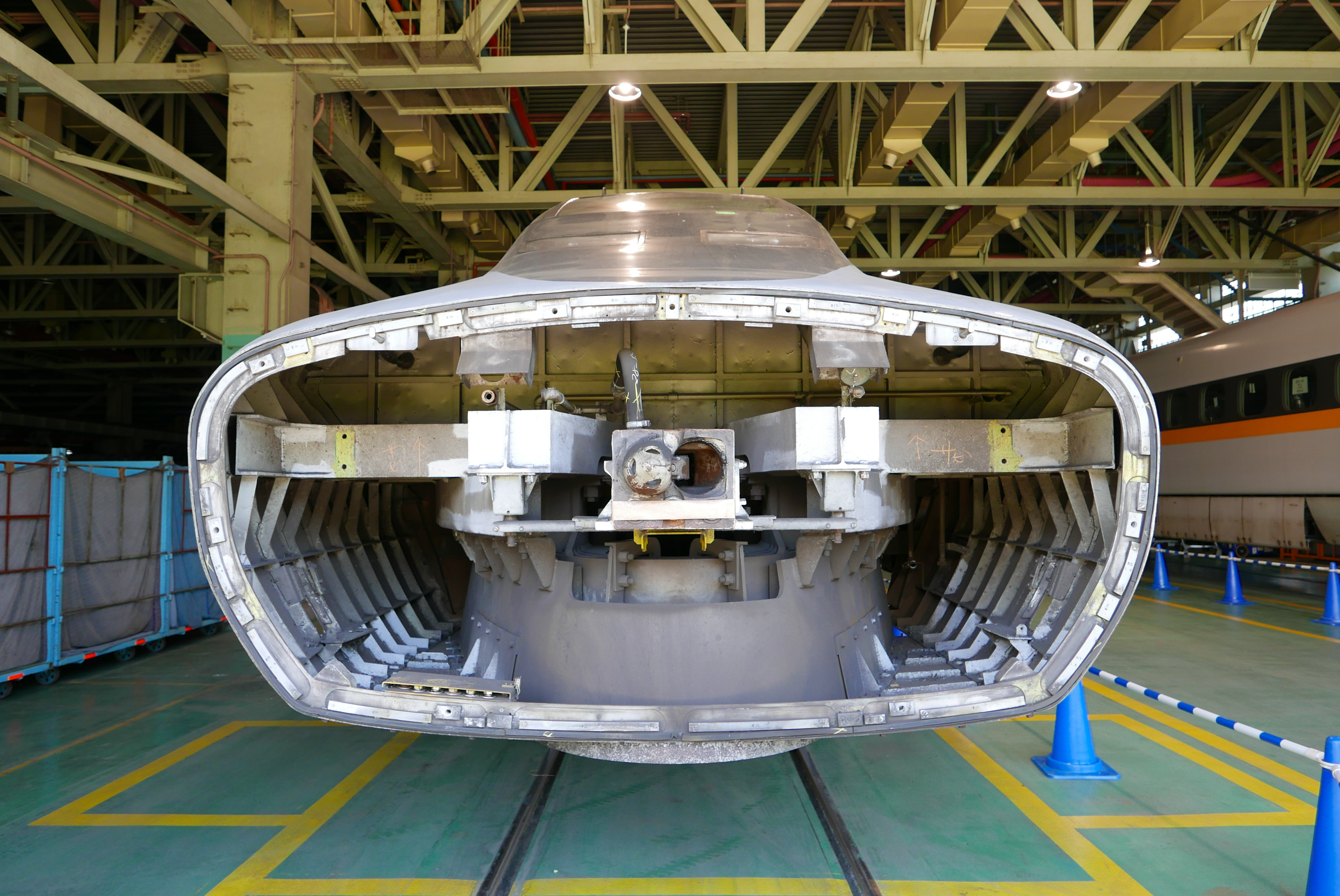
レールスターの連結部

台車は500系と同一品を装着し、これはのちに登場した16両のB編成も踏襲している。東海車C編成用の台車と歯車比（C編成2.96に対しE編成2.79）が異なるため、制御装置の特性を変更して起動加速性能を合わせている。
700系の動力性能により、最高速度はB編成・C編成運用の「のぞみ」と同一の285km/hで、かつ途中停車駅での後続列車の待避は一部を除き原則行われていない。新大阪 - 博多間の標準所要時間は2時間45分で「のぞみ」と比べて6 - 22分の差でしかなかった。そのため、「さくら」が登場前の山陽新幹線の指定席利用者は座席の快適性や指定席特急料金が「のぞみ」よりも安かったこともあって「レールスター」を指名する客が多く、座席数の少ない「レールスター」の指定席は常に満席に近い状態で「のぞみ」よりも先に売り切れることもあった。
走行速度が285km/hに達すると、車内案内表示器に「Rail Star（ロゴマーク） ただいまの速度は285km/hです。We are now travelling at 285 km/h.」と表示される。なお、500系では300km/hで表示されたが、N700系では表示されなくなった。

#### 塗装
従来までの東海道・山陽新幹線車両に採用されてきた白地の青帯ではなく、500系に類似した、グレー■地にダークグレー■とサニーイエロー■の帯をサイドに配したカラーリングとなった。また、「ひかりレールスター」ロゴが1・3・5号車のトイレ区画と7・8号車のデッキ区画、運転席脇に表記されている。

### 編成・車内
8両編成で、全車両が普通車となっている。このため0系「ウエストひかり」12両編成と比較すると専務車掌の数を半減することができた。
1 - 3号車の自由席車は700系B編成普通車座席とほぼ同等設計であり、座席は他の新幹線車両と同一の横3列+2列の5アブレストとなっている。シートモケットは深緑色を採用している。
4 - 8号車の指定席車の座席は0系「ウエストひかり」編成を踏襲した横2列+2列の4アブレストであり、座席幅のみならず、隣席間の肘掛がゆったりしたグリーン車並のものであることが人気をよんだ。グリーン席との主な差異はシートピッチが他の普通車と同じ1,040mm（グリーン車は1,160mm）であるのと、フットレスト、読書灯、FMラジオが装備されていない程度である。JR西日本ではこれを「サルーンシート」と呼称している。シートモケットは青色。またC、B編成グリーン車同様の暖色系の蛍光灯を使用した半間接照明を採用している。これにちなんで運行開始直後の2001年冬季のキャッチコピーは、「冬は、ホットレールスター」というものであった。
また、大人2名が小児を連れて8号車の隣同士の2席を確保した場合、肘掛に取り付けて小児を座らせる「チャイルドクッション」と呼ばれる簡易椅子の貸し出しも無料で行われていた。2003年10月1日から10月14日まで上下各5本で「チャイルドクッション」の無料貸し出しが試行され、その後本格導入されたが2011年3月11日をもって終了している。
従来は6号車が喫煙席であったが、2012年3月17日のダイヤ改正で6号車も禁煙車に変更され、700系E編成は全車禁煙となった。2004年（平成16年）6月30日までは5号車も、2011年3月11日までは2号車も喫煙席であった。また、喫煙車両のデッキに設置されていた灰皿は、2007年（平成19年）1月末までに撤去された。
3・7号車デッキには清涼飲料水の自動販売機が設置されていたが、2012年3月17日でサービスを終了した。このほかにも、「旅指南」と呼ばれるタッチパネル式時刻表検索機（プリントアウトも可能）が設置されていたが、2008年（平成20年）3月14日をもってサービスを終了した。

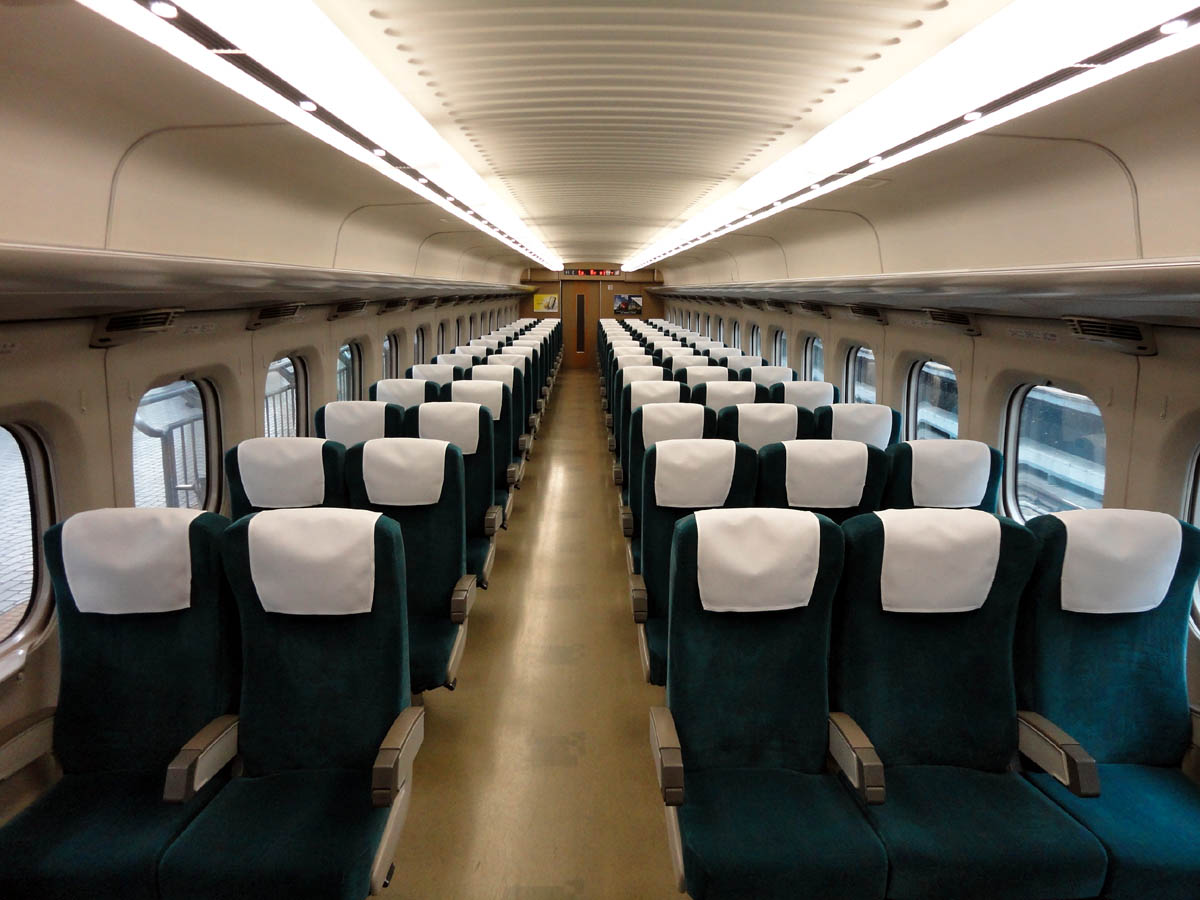
3号車（自由席）車内
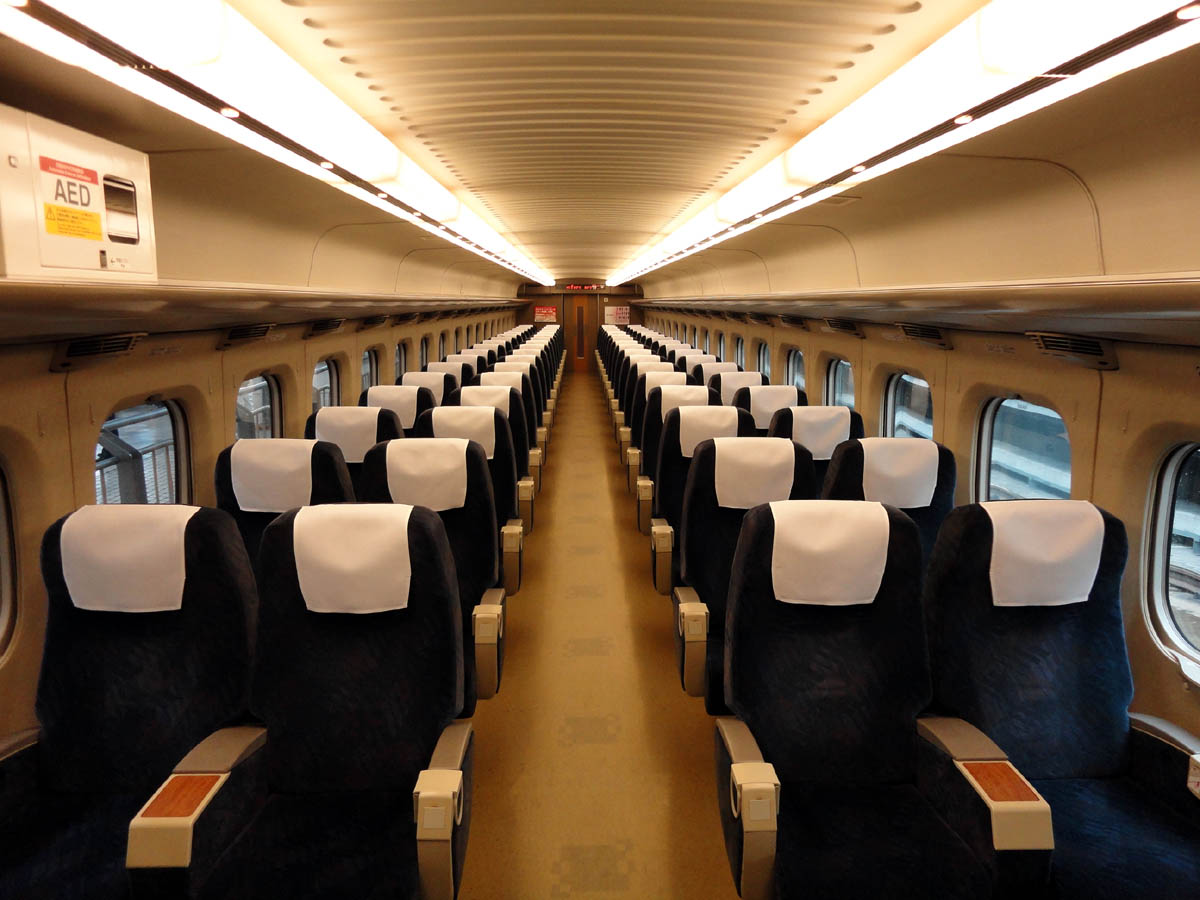
6号車（指定席）車内
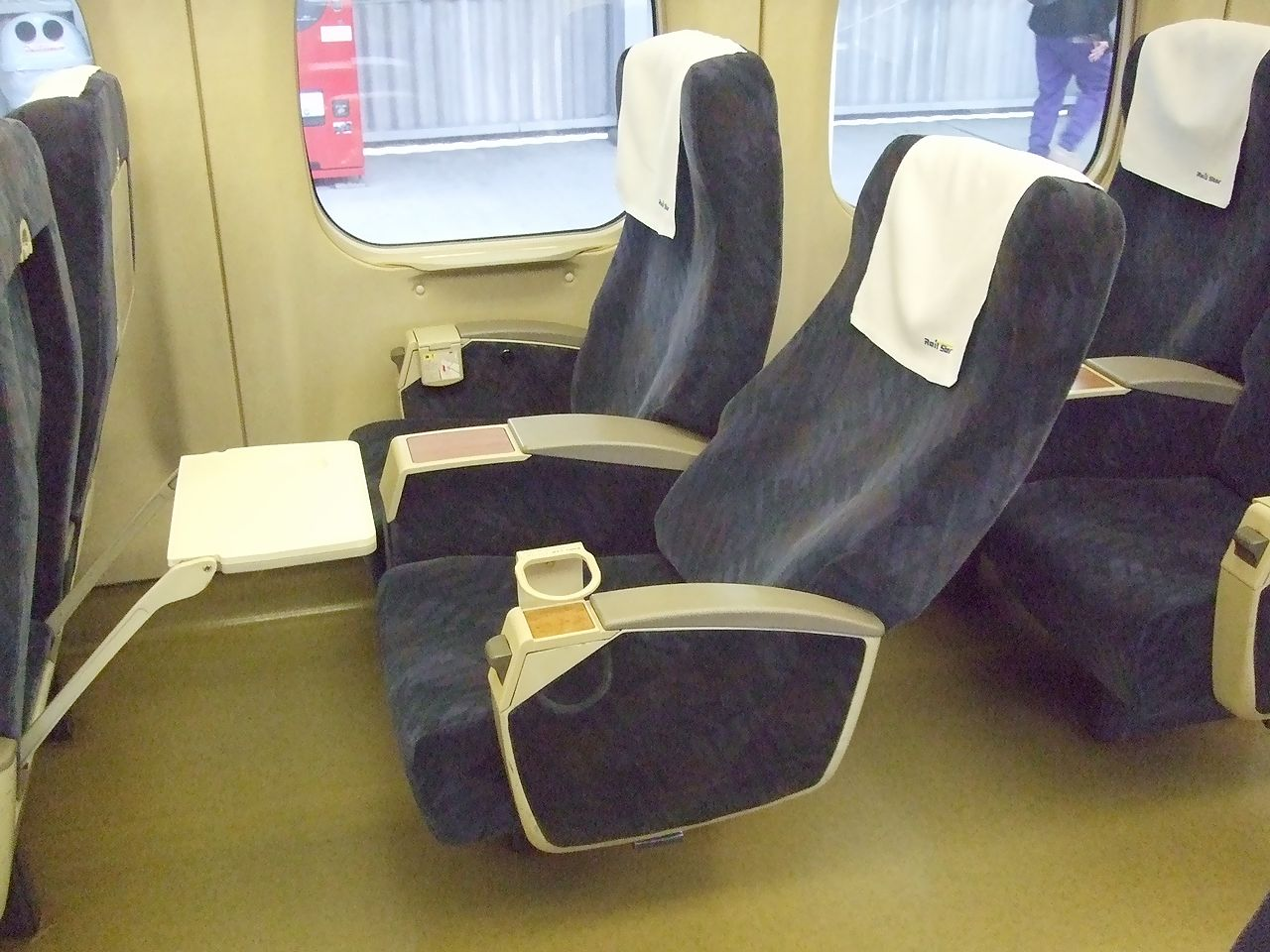
6号車の座席
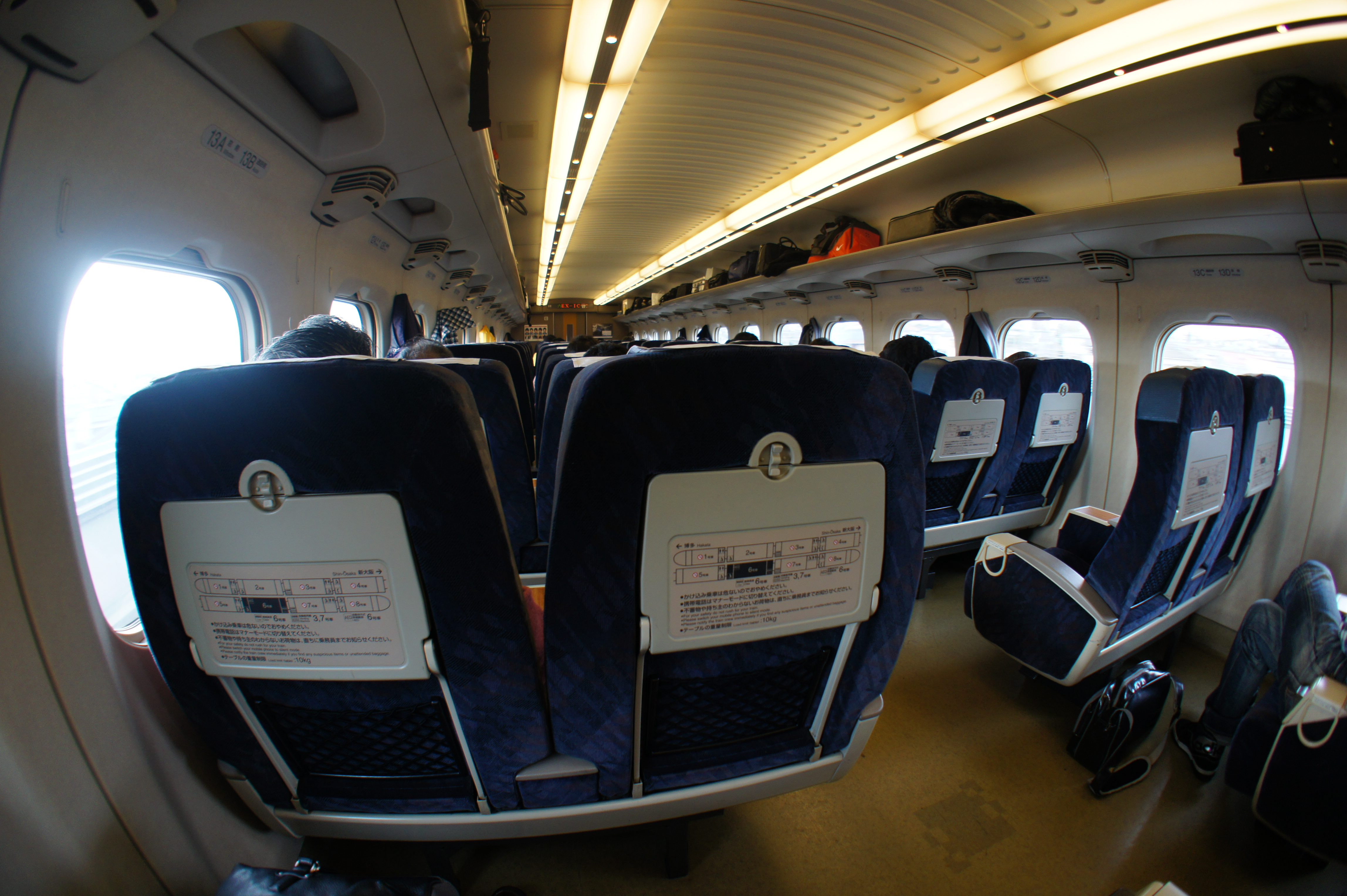
6号車 着座目線

#### オフィスシート
4 - 8号車の進行方向最前列の座席に設定されている（一部のぞく）。デッキとの間を仕切る壁に大型テーブルとコンセントを備えており、ノートパソコンなどが使用しやすくなっている。特急券は基本的に通常の指定席とは別枠で発売されている。
なお、オフィスシートはその後に製造されたほかの700系編成にもフィードバックされ、2001年度以降に製造されたすべての700系編成（C編成はC25編成から、B編成は全編成）に採用されている。

#### コンパートメント
8号車の新大阪方に、簡易仕切り壁を設けた4人用コンパートメント（個室）が4室ある。コンセントは1室に1か所で、消灯できる天井灯とテーブル灯が設置されている。3人もしくは4人ならば人数分の運賃・指定席特急料金で利用することができ、2人でもグリーン車並みの料金で利用できる。フルムーンパス（2名での利用が可）など一部のものを除いて、特別企画乗車券（トクトクきっぷ）の類は使えない。また、エクスプレス予約やe5489による座席指定はできない。さらに、J-WEST会員向けのネット割引特急券である「eきっぷ」（エクスプレス予約の「e特急券」を除く）から、この個室へのみどりの窓口 での乗車変更は、その乗変条件である「同一設備」とみなされるため、「同一日・同一区間・同一経路」の「eきっぷ」をネット (e5489) で3 - 4名分購入後、窓口や券売機で全員分を発券し、窓口で乗変すれば割安な「eきっぷ」料金で利用できる。
かつては「こだま」でも、指定席が8号車だった2012年3月改正以前はコンパートメントを営業していた。現在は、一部のこだま（上り5本、下り3本）では7号車、8号車も指定席となり、コンパートメントを普通車指定席として利用できる。のち博多南線で運用する列車のうち、平日朝夕の通勤時間帯の7本において期間限定で自由席として開放したところ好評であったため、当面平日に限り続けられることとなった。

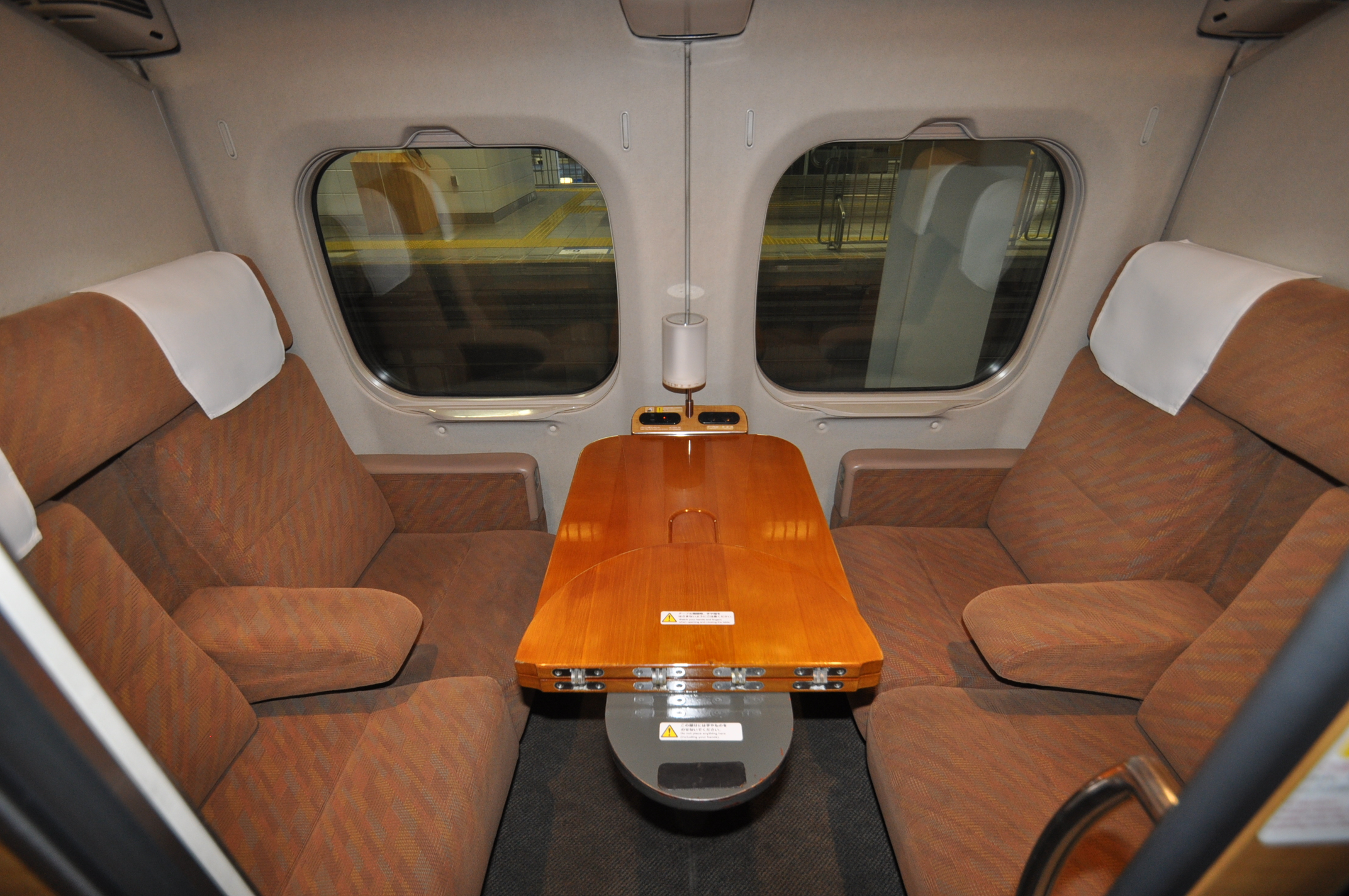
コンパートメント
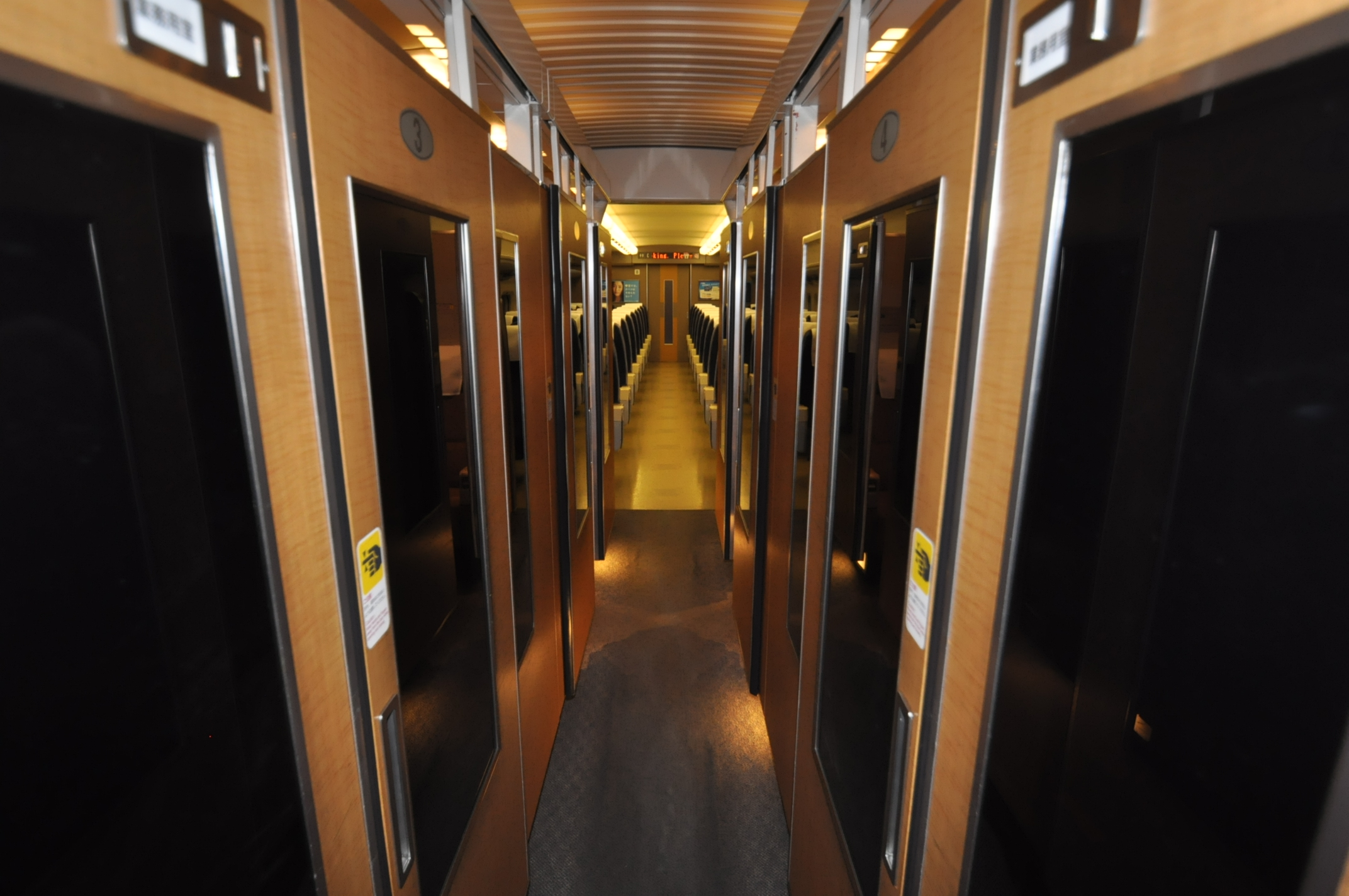
コンパートメント（通路）
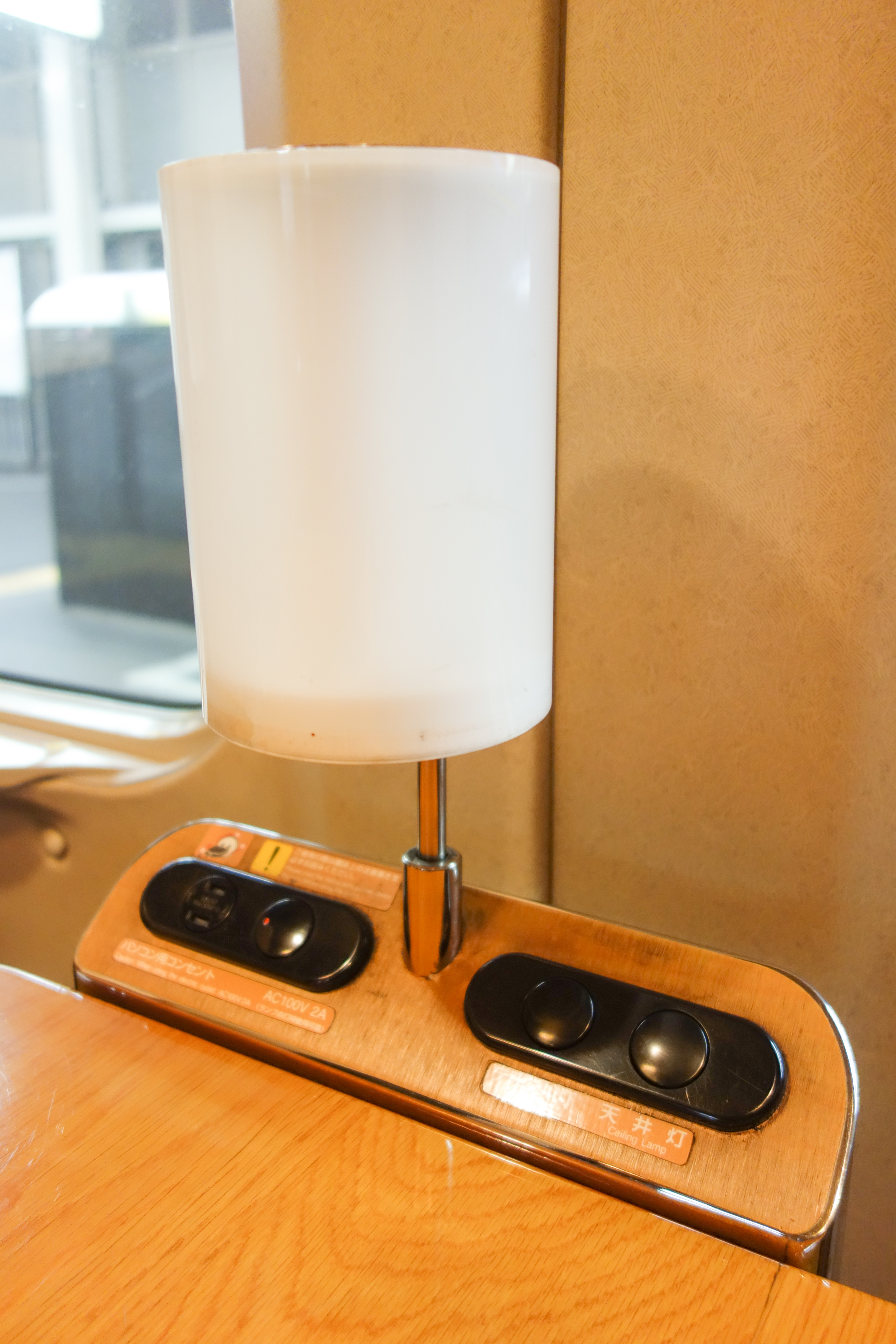
テーブル灯、スイッチ、電源
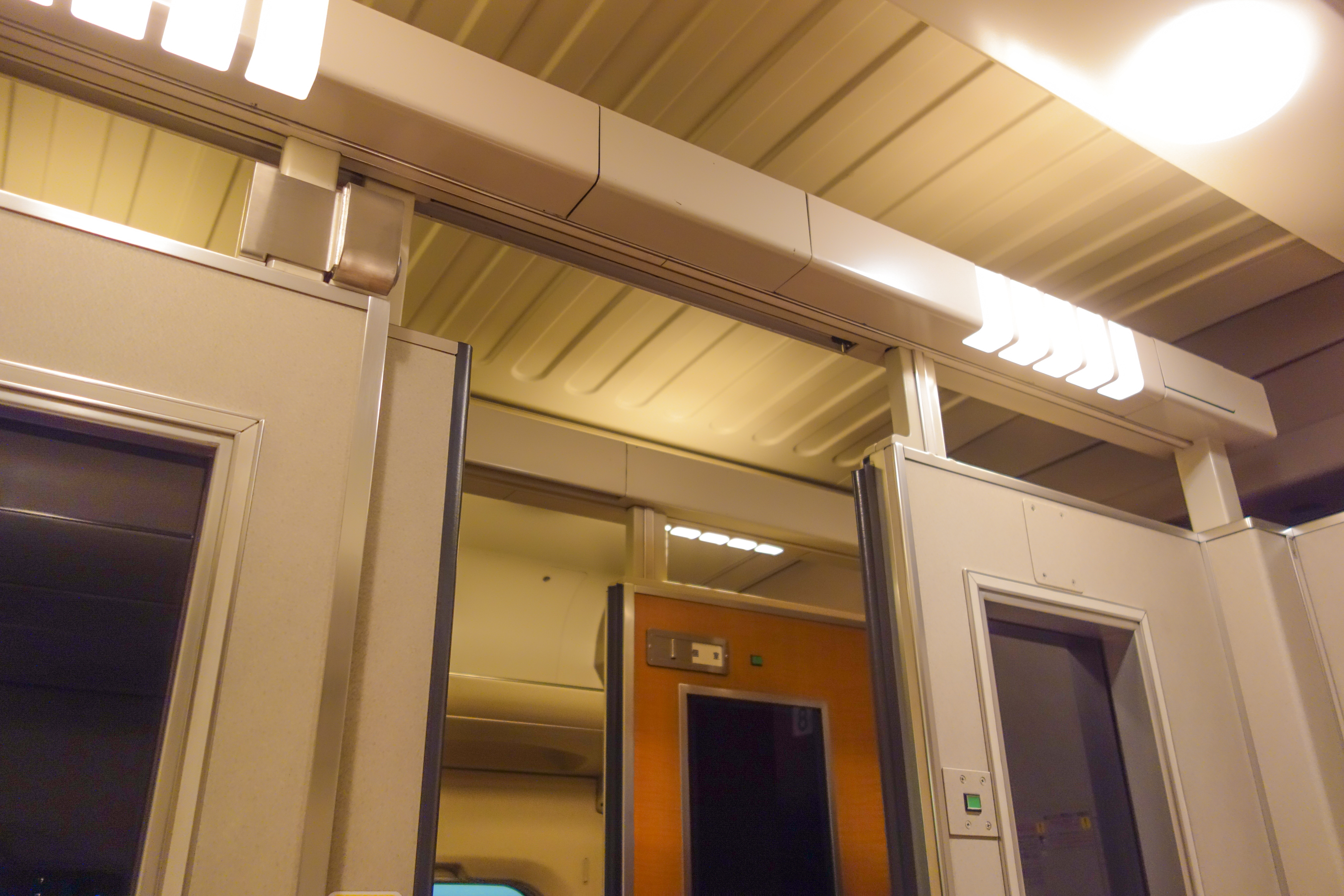
通路仕切り、ドア
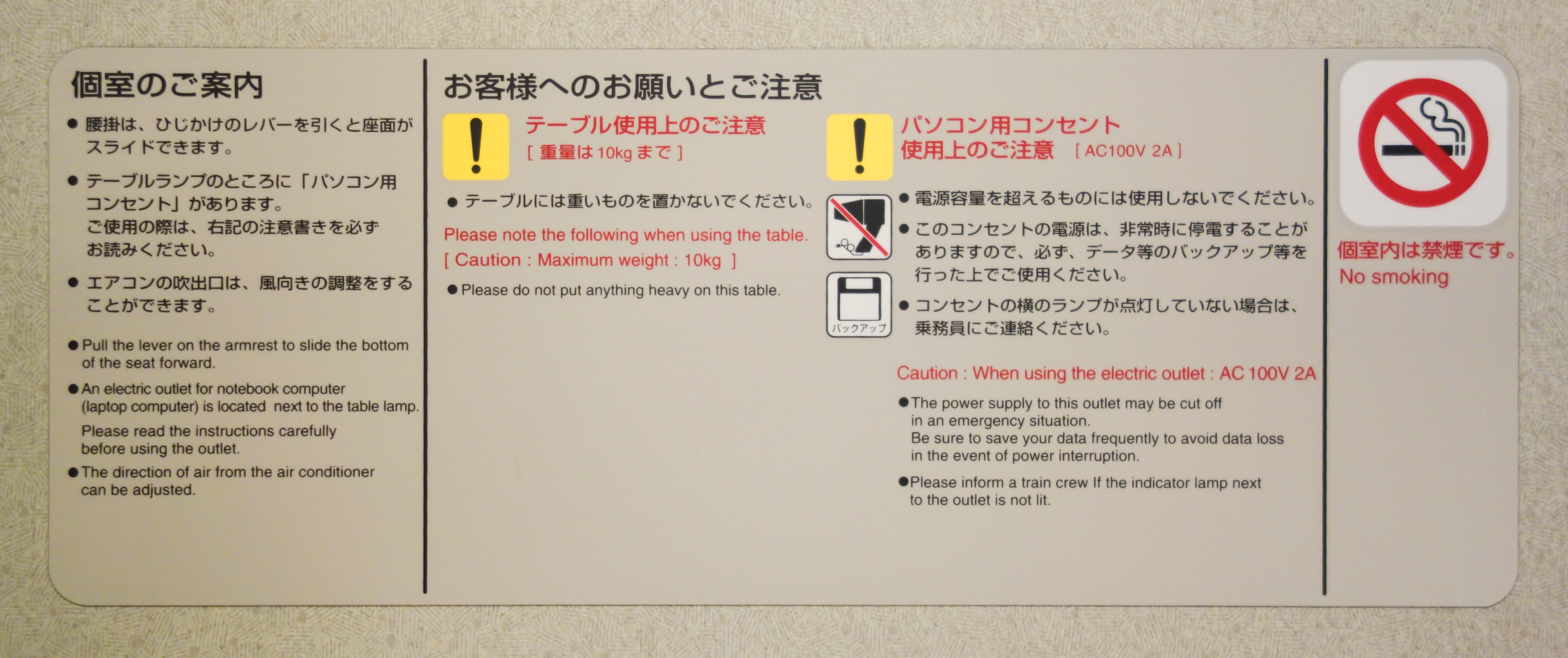
個室のご案内

#### サイレンスカー
1999年（平成11年）10月2日から「ひかり」359号・365号・354号・362号で、静かな車内環境の創出を目的とした「サイレンスカー」の試行が行われ、この結果好評だったため、「ひかりレールスター」では4号車に本格設定された。始発駅発車前と終着駅到着直前、および災害や事故発生など異常時を除いて車内放送が流れないほか（通常の乗車列車名、次駅名は、車内案内表示器で確認可能）、車内販売の声かけも行われない。また車内検札に関してもサイレンスカーにおいては座席後ろに設置の「チケットホルダー」にあらかじめ乗客が特急券を差し込んでおくことで車掌の声かけを省略させるというものであった。そして乗客にも車内静粛への協力をよびかける文がテーブル裏などに記載された。エクスプレス予約やe5489plusなどで通常の指定席とは別枠で発売されていたが、この車両が自由席である場合や、最繁忙期には設定されなかった。
その後「チケットホルダー」はJR西日本の山陽新幹線専用車両や在来線特急車両（これらは座席枕カバーの後部に縫いつけ）に採用されたものの、先に「セントラルライナー」で採用していたJR東海や東海道新幹線に乗り入れるJR西日本の新幹線車両では「乗車券類の紛失につながる」として採用にはいたらなかった。「のぞみ」には採用されず、九州新幹線直通「みずほ」「さくら」にも受け継がれることもなく2011年3月11日をもって廃止された。

#### 車内販売
2012年のダイヤ改正以降、ひかりレールスターでは定期・臨時とも車内販売は行われていなかった。なお、2020年時点ではN700系8両編成を使用する新大阪 - 博多間の臨時「ひかり」では実施される列車があった。2021年のダイヤ改正では定期列車の一部が車内販売営業列車として再度設定されているが、新型コロナウイルス感染拡大により休止となり、そのまま廃止された。

## 特別列車
以下の特別列車が設定されたことがある。

### RailStar 21世紀号
ミレニアムイベントの一つとして、2000年12月31日から2001年1月1日の間に特別に運行された列車である。新幹線では通常運行の行われない午前0時を回って列車が運行された。
広島 - 博多間に1往復が設定され、下り（「ひかり」389号）は広島発車と同時に、上り（「ひかり」388号）が新関門トンネルを通過する際に午前0時を回る（すなわち21世紀を迎える）ダイヤ設定がされた。停車駅は下りは徳山駅・小郡駅（現・新山口駅）・小倉駅、上りが小倉駅・小郡駅であった。

### ホークス・タイガース応援列車
2003年の日本シリーズが阪神甲子園球場を本拠とする阪神タイガースと、福岡ドームを本拠とする福岡ダイエーホークス（現・福岡ソフトバンクホークス）の間で行われることになったことから（その後、ホークスが日本一に）、日本シリーズを盛り上げようという大阪市と福岡市からの要望を受けて運行された。
E1編成の1号車（博多方先頭車）にタイガースの、8号車（新大阪方先頭車）にホークスのシンボルマークが車体に装飾され、2003年10月15 - 17日の「ひかり」344号・365号・378号・385号で運用されたほか、臨時列車として、10月18・19日には「ひかり」389号が、10月21・22日「ひかり」390号にも運用された。

## 歴史
- 1999年（平成11年）
  - 12月16日：「ひかりレールスター」の試運転開始[24]。
- 2000年（平成12年）
  - 2月27日・3月4・5日：「ひかりレールスター」の試乗会が行われる[24]。
  - 3月11日：「ひかりレールスター」が運行開始[27]。1日14.5往復運転。E編成12本の内E6・E8・E12編成は運行開始に間に合わなかった。
  - 4月22日：E編成の所定の本数が揃ったことで前身の「ウエストひかり」運行終了。これに伴い4.5往復増発、1日19往復（新大阪 - 博多間：18往復、新大阪 - 広島間：1往復）になる。
  - 12月10日：乗車人員が1,000万人に達する[28]。
- 2001年（平成13年）
  - 4月21日：E13 - E15編成が増備され5.5往復増発、1日24.5往復（新大阪 - 博多間：20往復、新大阪 - 広島間：4.5往復。ただし、3往復6本は臨時列車）。「ひかりレールスター」は38本から49本に増発される[29]。
  - 10月1日：新大阪 - 広島間の3往復が博多発着となり、新大阪 - 博多間は1日23往復となる[30]。
- 2003年（平成15年）
  - 3月13日：ダイヤ改正により、次のように変更。
    1. 新大阪 - 博多間で10本（5往復）増発。停車パターンを細分化される。
    2. 新下関駅停車の上り列車が設定（従前は下りのみ）される。

  - 10月1日：ダイヤ改正により、次のように変更[31]。
    1. 広島 - 博多間の臨時列車の設定が終了する。
    2. 姫路駅・福山駅に全列車が停車するようになり、停車パターンが簡略化される。
    3. 新下関駅の停車本数が2本から4本に増加。
- 2004年（平成16年）
  - 7月1日：5号車を喫煙車から禁煙車に変更[20][32]。
- 2006年（平成18年）
  - 3月18日：ダイヤ改正により、次のように変更。これに先立ち、700系全体としても最後の増備車となるE16編成が投入されている。

  1. 姫路駅と山口県内全駅通過の速達タイプが2往復新設される（新大阪 - 博多間の所要時間は2時間35分）。
  2. 広島発着の列車が三原駅に停車するようになる。
- 2007年（平成19年）
  - 7月1日：速達タイプが1往復増発される（新大阪6:00発の441号、博多20:28発の486号）。
- 2008年（平成20年）
  - 3月15日：ダイヤ改正により、次のように変更。

  1. 新大阪 - 広島間の早朝上り1本（当時440号）が、広島 - 岡山間は各駅に停車するようになる。
  2. 姫路駅以外の通常の停車駅に停車する準速達タイプのが新設される。これにより、再び「のぞみ」に抜かれる列車が設定された。
  3. 福山駅を通過するパターンを新たに設定（復活）。
  4. 臨時列車1往復が設定される。
- 2009年（平成21年）
  - 3月14日：ダイヤ改正により、次のように変更。

  1. 速達タイプの廃止により、すべての列車が山口県内の徳山駅・新山口駅・新下関駅のいずれか[33]、福山駅に全列車が停車するようになる。
  2. 新大阪 - 広島間の深夜下り1本（589号）も広島 - 岡山間の各駅に停車するようになる[34]。
- 2010年（平成22年）
  - 3月13日：東京 - 広島間の「のぞみ」4往復が博多駅まで延長された影響で、新大阪 - 博多間の5往復が臨時列車化され、定期列車は1日25往復から20往復に減少[35]。
- 2011年（平成23年）
  - 3月12日：ダイヤ改正により、次のように変更[19]。

  1. 九州新幹線との直通運転開始により一部を直通列車「さくら」に置き換えて運転本数が減少。
  2. 「サイレンスカー」の設定とチャイルドクッションのサービスが廃止。
- 2012年（平成24年）
  - 3月17日：ダイヤ改正により、次のように変更。

  1. 九州新幹線直通列車「さくら」およびN700系S編成「ひかり」への置き換えが進み運転本数が減少し、定期において準速達タイプが消滅した。
  2. 6号車を喫煙車から禁煙車に変更。全車禁煙となる。
  3. 3号車および7号車の自動販売機の営業が終了。
  4. 「こだま」でのコンパートメント営業を廃止、同時に指定席を8号車から5・6号車に変更。
- 2013年（平成25年）
  - 3月16日：ダイヤ改正により、運行本数が微増。
- 2018年（平成30年）
  - 5月10日 - 6月30日：姫路 - 博多間に「ひかりレールスター」の臨時列車を設定。木・金・土曜日を中心に運転。岡山駅、広島駅、新下関駅、小倉駅に停車。
    - 「ひかり577号」姫路13:14発博多15:27着
    - 「ひかり576号」博多14:18発姫路16:30着
- 2022年（令和4年）
  - 3月12日：ダイヤ改正により、次のように変更。

  1. 新大阪発博多行き「ひかり593号」が廃止。
  2. 博多発岡山行き「ひかり590号」が小倉発岡山行きに変更。これらにより「ひかりレールスター」は上り2本のみの運行になる。
- 2023年（令和5年）
  - 3月18日：ダイヤ改正により、次のように変更。

  1. 博多発新大阪行き「ひかり592号」が「こだま」との統合により廃止。
  2. 小倉発岡山行き「ひかり590号」が新下関発岡山行きに変更。通過駅は厚狭のみになる。これらにより「ひかりレールスター」は上り1本のみの運行になり、博多〜新下関間・岡山〜新大阪間の定期運行を終了し、関西地区と九州地区を走る「ひかりレールスター」が消滅した。
- 2024年（令和6年）
  - 7月13日・8月9・10日：新大阪〜博多間に「ひかりレールスター」の臨時列車が設定。7月13日のひかり691号、8月9日のひかり699号は新大阪、新神戸、岡山、広島、新山口、小倉、博多に停車。8月10日のひかり699号は徳山駅にも停車。
    - 7月13日「ひかり691号」新大阪11:47発博多14:23着
    - 8月9日「ひかり699号」新大阪17:27発博多20:06着
    - 8月10日「ひかり699号」新大阪17:14発博多19:55着「ひかり699号」700系E6編成

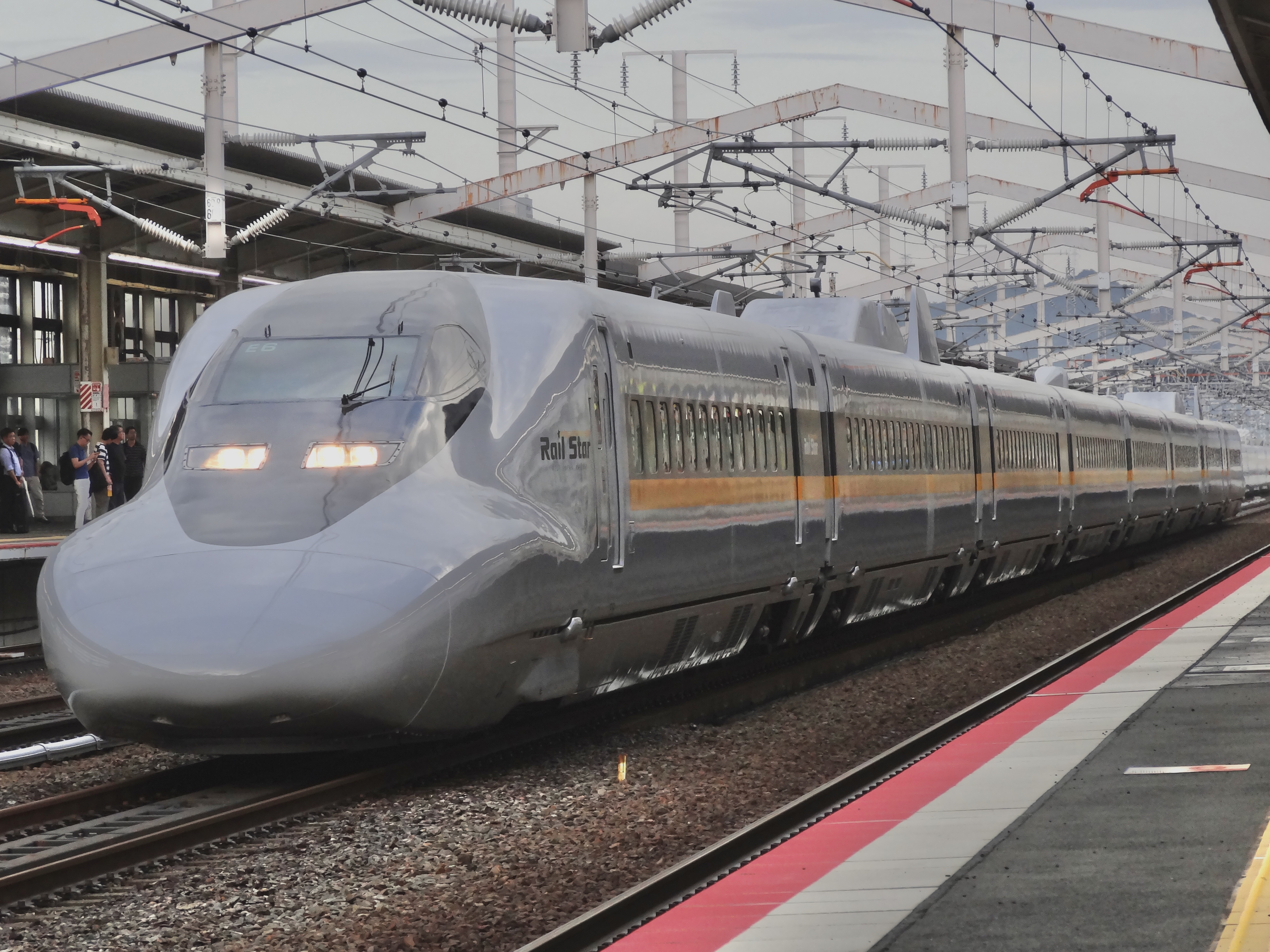
「ひかり699号」700系E6編成

### 停車駅の変遷
| 運行本数＼駅    | 新大阪駅 | 新神戸駅 | 姫路駅 | 岡山駅 | 福山駅 | 広島駅 | 徳山駅 | 小郡駅 | 新下関駅 | 小倉駅 | 博多駅 | 備考                                                     |
| --------------- | -------- | -------- | ------ | ------ | ------ | ------ | ------ | ------ | -------- | ------ | ------ | -------------------------------------------------------- |
| 下り1本/上り1本 | ●        | ●        | ○      | ●      | ●      | ●      |        |        |          |        |        | 上り1本は姫路駅停車                                      |
| 下り8本/上り7本 | ●        | ●        | ●      | ●      | ●      | ●      | ○      | ●      | －       | ●      | ●      | 下り1本/上り1本は徳山駅停車 4月21日までは下り5本/上り6本 |
| 下り6本/上り6本 | ●        | ●        | －     | ●      | ●      | ●      | ○      | ●      | －       | ●      | ●      | 下り1本/上り2本は徳山駅停車 4月21日までは下り6本/上り5本 |
| 下り3本/上り2本 | ●        | ●        | ●      | ●      | －     | ●      | ○      | ●      | －       | ●      | ●      | 上り1本は徳山駅停車 4月21日までは下り6本/上り5本         |
| 下り3本/上り2本 | ●        | ●        | －     | ●      | ●      | ●      | ●      | －     | －       | ●      | ●      | 4月21日までは下り3本                                     |
| 下り1本         | ●        | ●        | ●      | ●      | ●      | ●      | →      | →      | ●        | ●      | ●      | 4月22日から運転                                          |
| 停車本数        | 38       | 38       | 17     | 38     | 33     | 38     | 11     | 33     | 1        | 36     | 36     |                                                          |

| 運行本数＼駅     | 新大阪駅 | 新神戸駅 | 姫路駅 | 岡山駅 | 福山駅 | 広島駅 | 徳山駅 | 小郡駅 | 新下関駅 | 小倉駅 | 博多駅 | 備考                                                  |
| ---------------- | -------- | -------- | ------ | ------ | ------ | ------ | ------ | ------ | -------- | ------ | ------ | ----------------------------------------------------- |
| 下り1本/上り1本  | ●        | ●        | ○      | ●      | ●      | ●      |        |        |          |        |        | 上り1本は姫路駅停車                                   |
| 下り7本/上り6本  | ●        | ●        | ●      | ●      | ●      | ●      | ○      | ●      | －       | ●      | ●      | 下り2本/上り3本は徳山駅停車 下り1本は臨時列車         |
| 下り12本/上り8本 | ●        | ●        | －     | ●      | ●      | ●      | ○      | ●      | －       | ●      | ●      | 下り2本/上り1本は徳山駅停車 下り1本/上り1本は臨時列車 |
| 下り2本/上り2本  | ●        | ●        | ○      | ●      | －     | ●      | ○      | ●      | －       | ●      | ●      | 上り1本は姫路駅通過・徳山駅停車                       |
| 下り2本/上り5本  | ●        | ●        | －     | ●      | ●      | ●      | ●      | －     | －       | ●      | ●      | 下り1本/上り2本は臨時列車                             |
| 下り1本/上り1本  | ●        | ●        | ○      | ●      | ●      | ●      | －     | －     | ●        | ●      | ●      | 下り1本は姫路駅停車                                   |
| 下り1本/上り1本  |          |          |        |        |        | ●      | ●      | ●      | －       | ●      | ●      | 土休日運転の臨時列車                                  |
| 停車本数         | 48       | 48       | 18     | 48     | 44     | 48     | 16     | 36     | 2        | 46     | 46     |                                                       |

| 運行本数＼駅      | 新大阪駅 | 新神戸駅 | 姫路駅 | 岡山駅 | 福山駅 | 広島駅 | 徳山駅 | 新山口駅 | 新下関駅 | 小倉駅 | 博多駅 | 備考 |
| ----------------- | -------- | -------- | ------ | ------ | ------ | ------ | ------ | -------- | -------- | ------ | ------ | ---- |
| 下り1本/上り1本   | ●        | ●        | ●      | ●      | ●      | ●      |        |          |          |        |        |      |
| 下り3本/上り3本   | ●        | ●        | ●      | ●      | ●      | ●      | ●      | ●        | －       | ●      | ●      |      |
| 下り4本/上り5本   | ●        | ●        | ●      | ●      | ●      | ●      | ●      | －       | －       | ●      | ●      |      |
| 下り13本/上り12本 | ●        | ●        | ●      | ●      | ●      | ●      | －     | ●        | －       | ●      | ●      |      |
| 下り2本/上り2本   | ●        | ●        | ●      | ●      | ●      | ●      | －     | －       | ●        | ●      | ●      |      |
| 停車本数          | 48       | 48       | 48     | 48     | 48     | 48     | 15     | 33       | 4        | 46     | 46     |      |

| 運行本数＼駅      | 新大阪駅 | 新神戸駅 | 姫路駅 | 岡山駅 | 福山駅 | 三原駅 | 広島駅 | 徳山駅 | 新山口駅 | 新下関駅 | 小倉駅 | 博多駅 | 備考                          |
| ----------------- | -------- | -------- | ------ | ------ | ------ | ------ | ------ | ------ | -------- | -------- | ------ | ------ | ----------------------------- |
| 下り1本/上り1本   | ●        | ●        | ●      | ●      | ●      | ●      | ●      |        |          |          |        |        |                               |
| 下り2本/上り2本   | ●        | ●        | －     | ●      | ●      | －     | ●      | －     | －       | －       | ●      | ●      |                               |
| 下り9本/上り9本   | ●        | ●        | ●      | ●      | ●      | －     | ●      | ●      | ○        | －       | ●      | ●      | 下り3本/上り2本は新山口駅停車 |
| 下り10本/上り10本 | ●        | ●        | ●      | ●      | ●      | －     | ●      | －     | ●        | －       | ●      | ●      |                               |
| 下り2本/上り2本   | ●        | ●        | ●      | ●      | ●      | －     | ●      | －     | －       | ●        | ●      | ●      |                               |
| 停車本数          | 48       | 48       | 44     | 48     | 48     | 2      | 48     | 18     | 25       | 4        | 46     | 46     |                               |

| 運行本数＼駅     | 新大阪駅 | 新神戸駅 | 姫路駅 | 岡山駅 | 福山駅 | 三原駅 | 広島駅 | 徳山駅 | 新山口駅 | 新下関駅 | 小倉駅 | 博多駅 | 備考                          |
| ---------------- | -------- | -------- | ------ | ------ | ------ | ------ | ------ | ------ | -------- | -------- | ------ | ------ | ----------------------------- |
| 下り1本/上り1本  | ●        | ●        | ●      | ●      | ●      | ●      | ●      |        |          |          |        |        |                               |
| 下り3本/上り3本  | ●        | ●        | －     | ●      | ●      | －     | ●      | －     | －       | －       | ●      | ●      |                               |
| 下り8本/上り9本  | ●        | ●        | ●      | ●      | ●      | －     | ●      | ●      | ○        | －       | ●      | ●      | 下り2本/上り3本は新山口駅停車 |
| 下り11本/上り9本 | ●        | ●        | ●      | ●      | ●      | －     | ●      | －     | ●        | －       | ●      | ●      |                               |
| 下り2本/上り3本  | ●        | ●        | ●      | ●      | ●      | －     | ●      | ○      | －       | ●        | ●      | ●      | 下り1本は徳山駅停車           |
| 停車本数         | 50       | 50       | 44     | 50     | 50     | 2      | 50     | 18     | 25       | 5        | 48     | 48     |                               |

| 運行本数＼駅    | 新大阪駅 | 新神戸駅 | 姫路駅 | 岡山駅 | 福山駅 | 三原駅 | 広島駅 | 徳山駅 | 新山口駅 | 新下関駅 | 小倉駅 | 博多駅 | 備考                                              |
| --------------- | -------- | -------- | ------ | ------ | ------ | ------ | ------ | ------ | -------- | -------- | ------ | ------ | ------------------------------------------------- |
| 下り1本/上り1本 | ●        | ●        | ●      | ●      | ●      | ●      | ●      |        |          |          |        |        | 下り1本は新倉敷駅・新尾道駅・東広島駅にも停車     |
| 下り1本/上り1本 | ●        | ●        | －     | ●      | ●      | －     | ●      | －     | －       | －       | ●      | ●      |                                                   |
| 下り7本/上り9本 | ●        | ●        | ○      | ●      | ●      | －     | ●      | ●      | ○        | －       | ●      | ●      | 下り2本は姫路駅通過 下り2本/上り1本は新山口駅停車 |
| 下り9本/上り5本 | ●        | ●        | ●      | ●      | ○      | －     | ●      | －     | ●        | －       | ●      | ●      | 下り1本は福山駅通過                               |
| 下り4本/上り5本 | ●        | ●        | －     | ●      | ●      | －     | ●      | －     | ●        | －       | ●      | ●      |                                                   |
| 下り3本/上り4本 | ●        | ●        | ○      | ●      | ●      | －     | ●      | －     | －       | ●        | ●      | ●      | 下り1本/上り2本は姫路駅通過                       |
| 下り1本/上り1本 | ●        | ●        | －     | ●      | －     | －     | ●      | －     | ○        | －       | ●      | ●      | 臨時列車、上り1本は新山口駅停車                   |
| 停車本数        | 50       | 50       | 34     | 50     | 49     | 2      | 50     | 16     | 26       | 7        | 48     | 48     | 倉敷駅・新尾道駅・東広島駅は各1                   |

| 運行本数＼駅    | 新大阪駅 | 新神戸駅 | 姫路駅 | 岡山駅 | 福山駅 | 広島駅 | 徳山駅 | 新山口駅 | 新下関駅 | 小倉駅 | 博多駅 | 備考                                         |
| --------------- | -------- | -------- | ------ | ------ | ------ | ------ | ------ | -------- | -------- | ------ | ------ | -------------------------------------------- |
| 下り1本/上り1本 | ●        | ●        | ●      | ●      | ●      | ●      |        |          |          |        |        | 新倉敷駅・新尾道駅・三原駅・東広島駅にも停車 |
| 下り7本/上り5本 | ●        | ●        | ●      | ●      | ●      | ●      | ○      | ●        | －       | ●      | ●      | 下り2本のみ徳山駅停車                        |
| 下り7本/上り6本 | ●        | ●        | －     | ●      | ●      | ●      | －     | ●        | －       | ●      | ●      |                                              |
| 下り6本/上り9本 | ●        | ●        | ○      | ●      | ●      | ●      | ●      | －       | －       | ●      | ●      | 上り2本のみ姫路駅通過                        |
| 下り4本/上り4本 | ●        | ●        | ○      | ●      | ●      | ●      | －     | －       | ●        | ●      | ●      | 上り2本のみ姫路駅停車                        |
| 停車本数        | 50       | 50       | 33     | 50     | 50     | 50     | 17     | 25       | 8        | 48     | 48     | 新倉敷駅・新尾道駅・三原駅・東広島駅は各2    |

| 運行本数＼駅    | 新大阪駅 | 新神戸駅 | 姫路駅 | 岡山駅 | 福山駅 | 広島駅 | 徳山駅 | 新山口駅 | 新下関駅 | 小倉駅 | 博多駅 | 備考                                         |
| --------------- | -------- | -------- | ------ | ------ | ------ | ------ | ------ | -------- | -------- | ------ | ------ | -------------------------------------------- |
| 下り1本/上り1本 | ●        | ●        | ●      | ●      | ●      | ●      |        |          |          |        |        | 新倉敷駅・新尾道駅・三原駅・東広島駅にも停車 |
| 下り5本/上り3本 | ●        | ●        | ●      | ●      | ●      | ●      | ○      | ●        | －       | ●      | ●      | 下り2本のみ徳山駅にも停車                    |
| 下り5本/上り5本 | ●        | ●        | －     | ●      | ●      | ●      | －     | ●        | －       | ●      | ●      |                                              |
| 下り5本/上り7本 | ●        | ●        | ○      | ●      | ●      | ●      | ●      | －       | －       | ●      | ●      | 上り1本のみ姫路駅通過                        |
| 下り4本/上り4本 | ●        | ●        | ○      | ●      | ●      | ●      | －     | －       | ●        | ●      | ●      | 下り1本/上り2本のみ姫路駅停車                |
| 停車本数        | 40       | 40       | 24     | 40     | 40     | 40     | 14     | 18       | 8        | 38     | 38     | 新倉敷駅・新尾道駅・三原駅・東広島駅は各2    |

| 運行本数＼駅    | 新大阪駅 | 新神戸駅 | 姫路駅 | 岡山駅 | 福山駅 | 広島駅 | 徳山駅 | 新山口駅 | 新下関駅 | 小倉駅 | 博多駅 | 備考                                         |
| --------------- | -------- | -------- | ------ | ------ | ------ | ------ | ------ | -------- | -------- | ------ | ------ | -------------------------------------------- |
| 下り1本/上り1本 | ●        | ●        | ●      | ●      | ●      | ●      |        |          |          |        |        | 新倉敷駅・新尾道駅・三原駅・東広島駅にも停車 |
| 下り5本/上り5本 | ●        | ●        | ●      | ●      | ●      | ●      | ●      | －       | ○        | ●      | ●      | 下り1本のみ新下関駅停車                      |
| 下り2本/上り3本 | ●        | ●        | ●      | ●      | ●      | ●      | －     | －       | ○        | ●      | ●      | 上り1本のみ新下関駅通過                      |
| 下り1本/上り1本 | ●        | ●        | ●      | ●      | ●      | ●      | ●      | ●        | －       | ●      | ●      |                                              |
| 下り1本/上り1本 | ●        | ●        | ○      | ●      | ●      | ●      | －     | ●        | －       | ●      | ●      | 下り1本のみ姫路駅停車                        |
| 停車本数        | 21       | 21       | 20     | 21     | 21     | 21     | 12     | 4        | 5        | 19     | 19     | 新倉敷駅・新尾道駅・三原駅・東広島駅は各2    |

| 運行本数＼駅 | 新大阪駅 | 新神戸駅 | 西明石駅 | 姫路駅 | 岡山駅 | 福山駅 | 三原駅 | 東広島駅 | 広島駅 | 徳山駅 | 新山口駅 | 新下関駅 | 小倉駅 | 博多駅 | 備考 |
| ------------ | -------- | -------- | -------- | ------ | ------ | ------ | ------ | -------- | ------ | ------ | -------- | -------- | ------ | ------ | ---- |
| 上り1本      | ●        | ●        | ●        | ●      | ●      | ●      | ●      | ●        | ●      | ●      | ●        | ●        | ●      | ●      |      |

| 運行号数＼駅 | 新大阪駅 | 新神戸駅 | 西明石駅 | 姫路駅 | 相生駅 | 岡山駅 | 新倉敷駅 | 福山駅 | 新尾道駅 | 三原駅 | 東広島駅 | 広島駅 | 新岩国駅 | 徳山駅 | 新山口駅 | 新下関駅 | 小倉駅 | 博多駅 | 備考                       |
| ------------ | -------- | -------- | -------- | ------ | ------ | ------ | -------- | ------ | -------- | ------ | -------- | ------ | -------- | ------ | -------- | -------- | ------ | ------ | -------------------------- |
| 下り591号    | ●        | ●        | ●        | ●      | ●      | ●      | →        | ●      | →        | ●      | →        | ●      | ●        | ●      | ●        | ●        | ●      | ●      | N700系（16両）で運転       |
| 下り593号    | ●        | ●        | ●        | ●      | →      | ●      | →        | ●      | →        | ●      | ●        | ●      | →        | ●      | ●        | ●        | ●      | ●      | 「レールスター」として運転 |
| 上り590号    |          |          |          |        |        | ●      | ●        | ●      | ●        | ●      | ●        | ●      | ●        | ●      | ●        | ←        | ●      | ●      | 「レールスター」として運転 |
| 上り592号    | ●        | ●        | ●        | ●      | ←      | ●      | ←        | ●      | ←        | ●      | ●        | ●      | ●        | ●      | ●        | ●        | ●      | ●      | 「レールスター」として運転 |
| 上り594号    | ●        | ●        | ←        | ●      | ←      | ●      | ←        | ●      | ←        | ←      | ←        | ●      | ←        | ←      | ●        | ←        | ●      | ●      | N700系（16両）で運転       |

| 運行号数＼駅 | 新大阪駅 | 新神戸駅 | 西明石駅 | 姫路駅 | 相生駅 | 岡山駅 | 新倉敷駅 | 福山駅 | 新尾道駅 | 三原駅 | 東広島駅 | 広島駅 | 新岩国駅 | 徳山駅 | 新山口駅 | 新下関駅 | 小倉駅 | 博多駅 | 備考                       |
| ------------ | -------- | -------- | -------- | ------ | ------ | ------ | -------- | ------ | -------- | ------ | -------- | ------ | -------- | ------ | -------- | -------- | ------ | ------ | -------------------------- |
| 下り591号    | ●        | ●        | ●        | ●      | ●      | ●      | ●        | ●      | →        | ●      | ●        | ●      | ●        | ●      | ●        | ●        | ●      | ●      | N700系（16両）で運転       |
| 上り590号    |          |          |          |        |        | ●      | ●        | ●      | ●        | ●      | ●        | ●      | ●        | ●      | ●        | ●        |        |        | 「レールスター」として運転 |
| 上り592号    | ●        | ●        | ←        | ●      | ←      | ●      | ←        | ●      | ←        | ←      | ←        | ●      | ←        | ←      | ●        | ←        | ●      | ●      | N700系（16両）で運転       |

## 宣伝活動
2000年3月11日の営業運転開始前に宣伝用のテレビCMが放映され、楽曲はカーペンターズの「トップ・オブ・ザ・ワールド」が使用されていた。愛里が出演した家族連れ向けにコンパートメントをアピールしたバージョンと、ビジネスマン向けにサイレンスカー、オフィスシートをアピールしたバージョン（テーブルでノートパソコンを操作するビジネスマン、座席であくびをしながらくつろぐ女性）があった。
その後JR西日本のフラッグシップとして、500系に代わってさまざまなCM、ポスターに登場している。2003年にはJRグループの共同CM「日本の旅は、列車です。」に登場し、JR東海代表の700系C編成と「競演」を果たした。